# Айлин Аслъм
Айлин Аслъм (на турски: Aylin Aslım) е турска поп-рок певица.

## Биография
Аслъм е родена в Лих, Хесен, Германия в турско семейство от Югославия. Мести се в Турция с родителите си, когато е едва на 1 година.
Първите ѝ музикални изяви са от 1994 г., когато започва да пее на живо в разни клубове в Истанбул. След 2 години за кратко става част от момичешката група Olive's, която се концентрира изцяло на изпълнения на живо.
През 2000 година Аслъм издава през Power Records дебютния си солов албум „Gelgit“ (Приливи и отливи), който е изцяло с трип-хоп звучене. Сингълът „Senin Gibi“ (Като теб) е включена в саундтрака на филма на Фатих Акън „Срещу стената“. Филмът печели Златна мечка на Берлинския филмов фестивал. През същата година изпълнителката е поканена да се включи в музикалния фестивал H2000, на които свирят Lamb, GusGus, Буш Джей-Джей Йохансон и Chumbawamba. Аслъм участва и в изданието на фестивала от 2002, на което се изявяват Placebo, HIM, Мейси Грей и други.
През 2003 участва в записването на съвместния сингъл „Savaşa Hiç Gerek Yok“ (Няма нужда от война), в които се включват редица турски рок и алтърнатив музиканти и групи. Година по-късно Аслъм записва съвместно с диджей Мерт Юцел песента „Dreamer“. През 2005 излиза албумът „Gülyabani“ (Вампир), в който Аслъм залага на напълно ново поп-рок звучене. От албума са издадени синглите „Gülyabani“, „Ben Kalender Meşrebim“ и „Ahh“. През следващите няколко години Аслъм участва в няколко колаборации, изнася участия в редица турски клубове и започва активна работа като текстописец.
През 2009 излиза третият и дотогава последен студиен албум на Айлин Аслъм, озаглавен „Canını Seven Kaçsın“. Музикално албумът е изцяло рок ориентиран, а песента „Sen Mi?“ се представя добре в турските музикални класации. Това е и първият албум на Аслъм, издаден от Sony Music.

## Дискография
- Gelgit (2000) / Power Records
- Gülyabani (2005) / Pasaj Müzik
- Canını Seven Kaçsın (2009) / Sony Music Türkiye
- Zümrüdüanka (2013) / Sony Music Türkiye